# Vintage (album)
Vintage – drugi solowy album polskiej wokalistki Alicji Janosz. Płyta została wydana 3 grudnia 2011 roku. Album zwyciężczyni pierwszej edycji polskiego "Idola" wydany po 9 latach od debiutanckiej płyty "Ala Janosz". Większość utworów skomponowała sama Alicja. Płytę promują cztery single: "Jest jak jest" (czerwiec 2011), "I Woke Up So Happy" (wrzesień 2011), "Nie tak" (grudzień 2011) i "Zawsze za mało" (luty 2012) - wybrany w internetowym głosowaniu fanów Alicji na Facebooku.

## Lista utworów
1. I Woke Up So Happy
2. Zawsze za mało
3. 10 MLN $
4. So Much To Me
5. Jest jak jest
6. Hush Hush
7. Jealous Girl
8. Nie możesz
9. Fell In Love
10. Not In My Head
11. Nie tak
12. Płyta DVD: teledysk do Jest jak jest, materiał z pracy nad płytą, wywiad z Alicją, galeria zdjęć